# Omni Aviação SGPS
A Omni Aviação SGPS ou simplesmente Grupo OMNI é um grupo privado português de aviação, sendo uma referência à escala global, com sede em Porto Salvo, Oeiras.

Com a sua frota de mais de 60 aeronaves (asa fixa e rotativa) o Grupo OMNI opera em vários mercados, em operações regulares e não regulares, que incluem serviços como voos charter, voos VIP, transporte offshore, manutenção e modificações de aeronaves, operações medevac (evacuação e resgate), escola de pilotagem, treino de refrescamento e formação, treino em simulador para type rating, handling e consultoria, contando para isso com um staff de mais de 1000 colaboradores em Portugal e no Brasil.
A White Airways, empresa do Grupo OMNI, opera actualmente voos para a TAP Express com os seus ATR-72.

## Empresas do grupo
- White Airways (Aviação Comercial)
- OMNI Aviação e Tecnologia (Aviação executiva)
- OMNI Aviation Training Center (Treino)
- AEROMEC (Manutenção)
- Cabo Verde Express (Supervisão de Handling)
- EMI - Voos de Emergência Médica
- OMNI Helicopters Internacional (Helicópteros)
- OMNI Control (Consultoria)

## Frota
- Airbus A320[4]
- ATR 72
- Boeing 777
- Boeing 737
- Falcon 900
- Learjet 40
- Learjet 45
- Airbus Helicopters EC225
- Airbus Helicopters EC155 B1
- Airbus Helicopters EC135 P2/P2+
- Leonardo AW 189
- Leonardo AW 139

A manutenção da frota é efetuada pela AEROMEC, uma empresa que pertence ao Grupo OMNI, licenciada pelo ANAC e EASA, sendo uma organização aprovada P145.

## História
- 1988 – Criação do Grupo OMNI[5][6]
- 1993 – Aviação executiva
- 1995 – EMI - Voos de Emergência Médica
- 1996 – AEROMEC[7]
- 1998 – OMNI Aviation Training Center e OMNI Handling
- 2000 – OMNI Táxi Aéreo (operação no Brasil)
- 2001 – Operação Portugalia com Beechcraft 1900D
- 2006 – White Airways, Cabo Verde Express & OMNI Control
- 2010 – Contrato com a International SOS
- 2011 – OMNI Helicopters International
- 2012 – Operação Ceiba Intercontinental com Boeing 737 & 777
- 2014 – Operação Portugalia com  2 ATR 42
- 2016 – Operação TAP Express com 8 ATR 72[3]
- 2018 – Operação Privilege Style / Empty Leg com Airbus 320